# Daniel Šmíd
Daniel Šmíd (* 10. listopadu 1970) je český mentor, lektor etikety a odívání, propagátor kultivace firemního prostředí. V poslední době rovněž vytváří pravidelný podcast Jemný pán a napsal knihu o gentlemanství a chování se doma.

## Život
Vystudoval střední hotelovou školu, obor vedení hotelů a gastronomických provozů, a původně se živil jako manažer, obchodní ředitel, potažmo konzultant.
Byl brand ambasadorem krejčovství Delor.
Od roku 2012 působí jako lektor a mentor. O korektním chování a oblékání na úrovni jak ve firemním prostředí, tak mimo něj, vede přednášky, workshopy a semináře. Publikuje do lifestylových časopisů a pravidelně jako odborník na etiketu a chování vystupuje v médiích. Vede rovněž projekt Zdvořilost do škol, zaměřený na studenty pražských a brněnských univerzit, středních i základních škol.
V roce 2018 mu v nakladatelství Computer Press vyšla kniha o chování pro děti Planeta ETK-017.
V roce 2020, po úspěšné crowdfundingové kampani na serveru Startovač, vydal v nakladatelství Backstage Books knihu o pánských oděvech a moderním gentlemanství Smart Casual, k níž napsal předmluvu německý spisovatel a novinář Bernhard Roetzel. Na tu v roce 2021 volně navázala Etiketa domácí, kniha o chování v domácím prostředí. Její předmluvu napsala Martina Viktorie Kopecká, farářka Církve československé husitské a účastnice taneční soutěže České televize StarDance …když hvězdy tančí.
Původně Brňan od roku 2022 žije s rodinou u Prahy.

## Literární dílo
Daniel Šmíd je autorem těchto knižních děl:
- Planeta ETK-017, ISBN 9788026420774
- Smart Casual, ISBN 9788088049999
- Etiketa domácí, ISBN 9788076651999
- Gentlemanual, ISBN 978-80-7665-080-0

## Společenské funkce
V roce 2023 byl za širší, lektorskou a charitativní podporu jmenován brand ambasador (velvyslancem značky) spolku SOS dětské vesničky, který má po rakouském vzoru letitou historii pěstounské péče o děti také v Česku.
| „             | Dobročinnost by měla být pevnou součástí společenského života [...] moje práce ve firmách, školách i pro širší veřejnost tak může být spojena nejen s vyššími principy, lidskými hodnotami a morálkou, ale také se sociální odpovědností. | “ |
| — Daniel Šmíd | |   |